# Spiritualized
Spiritualized är en brittisk rockgrupp bildad 1990. Gruppens motor är Jason Pierce, före detta medlem i bandet Spacemen 3.
Spiritualized etablerade sig snabbt som ett av den engelska indiescenens centrala band. Efter ett antal singlar släppte gruppen 1991 sitt debutalbum Lazer Guided Melodies, ett album som fortsatte i Spacemen 3:s psykedeliska rockstil, men med en mer tillbakalutad känsla. Tydliga influenser på albumet är bland andra The Velvet Underground och blues. Låtarna bygger, som oftast hos Spiritualized, på enkla minimalistiska strukturer, även om arrangemangen ofta är storvulna.
Albumet Ladies and Gentlemen We Are Floating in Space från 1997 anses oftast vara bandets mästerverk, och är en samling sånger om smärta och saknad. Om texterna handlar om kärlek, religion eller droger är inte alltid helt säkert och Pierce har inte heller varit villig att klargöra texternas innebörd. Detta album förde in tydligare influenser från gospel och även frijazz (till exempel Sun Ra).
Medlemsbytena i Spiritualized har varit många, och Jason Pierce framstår tydligt som bandets förgrundsgestalt som skriver, arrangerar och sjunger i bandet. Han har också producerat alla gruppens skivor, och framställs ofta som en egensinnig demonproducent med stora visioner, i stil med Brian Wilson och Phil Spector.
Spiritualized har alltid varit ett uppskattat liveband som ofta valt att avvika från låtarnas skivversioner och improviserat mycket. 
Efter albumet Amazing Grace 2003 tog bandet en paus, då Pierce drabbats av en sjukdom. Man återkom 2008 med albumet Songs in A&E

## Diskografi
Studioalbum
- Lazer Guided Melodies (1992)
- Pure Phase (1995)
- Ladies and Gentlemen We Are Floating in Space (1997)
- Let It Come Down (2001)
- Amazing Grace (2003)
- Songs in A&E (2008)
- Sweet Heart Sweet Light (2012)
- And Nothing Hurt (2018)
- Everything Was Beautiful (2022)

Livealbum
- Fucked Up Inside (1993)
- Royal Albert Hall October 10 1997 (1998)

Samlingsalbum
- The Complete Works: Volume One (2001)
- The Complete Works: Volume Two (2003)